# Atkarsk
Atkarsk – miasto w Rosji, w obwodzie saratowskim. W 2021 roku liczyło 22 709 mieszkańców.